# Coussapoa villosa
Coussapoa villosa là loài thực vật có hoa trong họ Tầm ma. Loài này được Poepp. & Endl. mô tả khoa học đầu tiên năm 1838.